# Ribeira de Pena
Ribeira de Pena – miejscowość w Portugalii, leżąca w dystrykcie Vila Real, w regionie Północ w podregionie Tâmega. Miejscowość jest siedzibą gminy o tej samej nazwie.

## Demografia
| Liczba ludności gminy Ribeira de Pena (1801–2011) | Liczba ludności gminy Ribeira de Pena (1801–2011) | Liczba ludności gminy Ribeira de Pena (1801–2011) | Liczba ludności gminy Ribeira de Pena (1801–2011) | Liczba ludności gminy Ribeira de Pena (1801–2011) | Liczba ludności gminy Ribeira de Pena (1801–2011) | Liczba ludności gminy Ribeira de Pena (1801–2011) | Liczba ludności gminy Ribeira de Pena (1801–2011) | Liczba ludności gminy Ribeira de Pena (1801–2011) | Liczba ludności gminy Ribeira de Pena (1801–2011) |
| ------------------------------------------------- | ------------------------------------------------- | ------------------------------------------------- | ------------------------------------------------- | ------------------------------------------------- | ------------------------------------------------- | ------------------------------------------------- | ------------------------------------------------- | ------------------------------------------------- | ------------------------------------------------- |
| 1801                                              | 1849                                              | 1900                                              | 1930                                              | 1960                                              | 1981                                              | 1991                                              | 2001                                              | 2004                                              | 2011                                              |
| 2 347                                             | 2 898                                             | 9 606                                             | 10 806                                            | 13 309                                            | 10 796                                            | 8 504                                             | 7 412                                             | 7 251                                             | 6 544                                             |

## Sołectwa
Sołectwa gminy Ribeira de Pena (ludność wg stanu na 2011 r.)
- Alvadia – 196 osób
- Canedo – 390 osób
- Cerva – 2280 osób
- Limões – 335 osób
- Salvador – 2417 osób
- Santa Marinha – 558 osób
- Santo Aleixo de Além-Tâmega – 368 osób

## Współpraca
Miejscowość partnerska:
- Vianden, Luksemburg